# Article 7 du traité sur l'Union européenne
L’article 7 du traité sur l'Union européenne fait partie du Titre I : « Dispositions communes ».

## Dispositions
L'article 7 dispose :

« 1. Sur proposition motivée d'un tiers des États membres, du Parlement européen ou de la Commission, le Conseil, statuant à la majorité des quatre cinquièmes de ses membres après approbation du Parlement européen, peut constater qu'il existe un risque clair de violation grave par un État membre des valeurs visées à l’article 2. Avant de procéder à cette constatation, le Conseil entend l'État membre en question et peut lui adresser des
recommandations, en statuant selon la même procédure. Le Conseil vérifie régulièrement si les motifs qui ont conduit à une telle constatation restent valables.
2. Le Conseil européen, statuant à l’unanimité sur proposition d'un tiers des États membres ou de la Commission et après approbation du Parlement européen, peut constater l'existence d'une violation grave et persistante par un État membre des valeurs visées à l’article 2, après avoir invité cet État membre à présenter toute observation en la matière.
3. Lorsque la constatation visée au paragraphe 2 a été faite, le Conseil, statuant à la majorité qualifiée, peut décider de suspendre certains des droits découlant de l'application des traités à l'État membre en question, y compris les droits de vote du représentant du gouvernement de cet État membre au sein du Conseil. Ce faisant, le Conseil tient compte des conséquences éventuelles d'une telle suspension sur les droits et obligations des personnes physiques et morales. Les obligations qui incombent à l'État membre en question au titre du présent traité restent en tout état de cause contraignantes pour cet État.
4. Le Conseil, statuant à la majorité qualifiée, peut décider par la suite de modifier les mesures qu'il a prises au titre du paragraphe 3 ou d'y mettre fin pour répondre à des changements de la situation qui l'a conduit à imposer ces mesures.
5. Les modalités de vote qui, aux fins du présent article, s'appliquent au Parlement européen, au Conseil européen et au Conseil sont fixées à l'article 354 du traité sur le fonctionnement de l'Union européenne. »

## Origines
L'article F du Traité d'Amsterdam crée ledit article 7 TUE, il vise l'hypothèse où  un État membre violerait  les principes sur lesquels  sont fondés l'Union européenne. Il s'agit d'une procédure purement politique et non juridictionnelle. 
Le traité de Nice de 2001, en son article premier, modifie l’article 7 TUE et introduit une mesure préventive en visant le risque de violation tandis que le traité d’Amsterdam ne visait que l’hypothèse d'une violation. Prévu dans le traité de Rome de 2004, il a été repris dans le traité de Lisbonne et est entré en vigueur avec ce dernier.
La modification a été motivée par les élections en Autriche en octobre 1999. En effet, le parti d’extrême droite devient le deuxième parti politique autrichien obligeant ainsi la formation d'un gouvernement de coalition en 2000. Les 14 autres États membres de l’Union européenne suspendent alors leurs relations diplomatiques avec l'Autriche, mais l'UE ne pouvait pas agir préventivement (hypothèse). Le comité des sages a été chargé d’évaluer le comportement du gouvernement autrichien sur les valeurs communautaires. 

## Mise en œuvre
Le 17 mai 2017, le Parlement européen a adopté, pour la première fois, une résolution en vue du lancement de la procédure contre la Hongrie en raison d'« une grave détérioration de l’État de droit, de la démocratie et des droits fondamentaux ces dernières années »,.
Le 26 juillet 2017, la Commission européenne menace la Pologne d'utiliser l'article 7 en raison de réformes controversées de la justice. Le 20 décembre 2017, après des mois de mise en garde, l'article 7 est enclenché envers la Pologne,,.
Le 12 septembre 2018, le Parlement européen se prononce lors d'un vote en faveur du lancement de la procédure de l'article 7 sur la violation des valeurs européennes par la Hongrie. La majorité requise était des deux tiers des suffrages exprimés, représentant la majorité des membres qui le composent. Le Conseil de l'Union européenne devra se prononcer sur ce point en statuant à la majorité des quatre cinquièmes de ses membres après approbation du Parlement européen, la Hongrie ne participant pas au vote.
Le 24 juin 2019, la Pologne est condamnée par la Cour de justice de l'UE sur la base de l'article 19 du TUE venant appliquer une interprétation extensive de l'article 2 du TUE (sur les valeurs de l'Union).

## Sources